# Tessie Savelkouls
Tessie Savelkouls (Nijmegen, 11 maart 1992) is een Nederlands voormalig judoka. 
Savelkouls groeide op in Appeltern. In 2014 werd zij  Europees jeugdkampioen in haar klasse. In 2016 nam Savelkouls deel aan de Olympische Spelen in Rio de Janeiro. Daar verloor ze op 12 augustus in de herkansingen van de klasse boven 78 kilogram van de Zuid-Koreaanse Kim Min-jung, waardoor zij een medaille misliep.
Savelkouls trainde tot begin 2016 bij Mark Earle. Nadat deze door de Judobond op non-actief was gesteld, stapte ze over naar Edwin Steringa.
In februari 2020 raakte Savelkouls zwaar geblesseerd: haar rechterknie schoot uit de kom en een zenuw in haar been raakte over een lengte van acht centimeter gescheurd. Hierdoor was het zeer onwaarschijnlijk dat ze ooit nog zou terugkeren in de topsport. Dankzij intensief revalideren en doorzettingsvermogen slaagde ze daar echter wel in en werd geselecteerd voor deelname aan de Olympische Spelen in Tokio.
Op 8 oktober 2021 maakte ze bekend per direct te stoppen met haar topsportcarrière. Ze gaat zich nu richten op het afronden van haar opleiding voor lerares.